# Резиденція

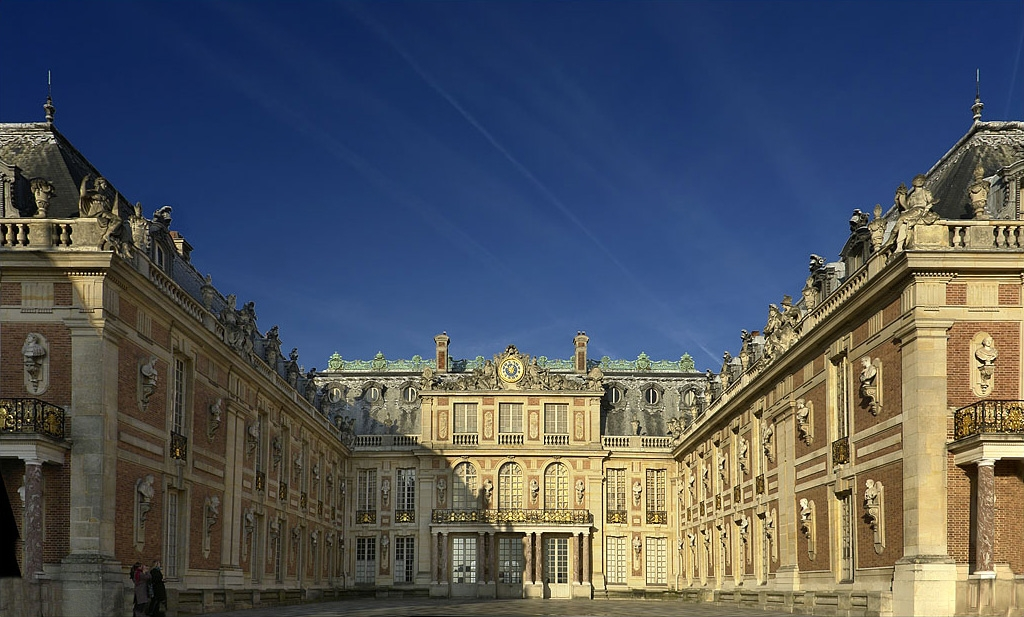
Версальський палац — резиденція французьких королів

Резиде́нція (від лат. resideo — залишаюся на місці, перебуваю) — постійний осідок (місце постійного перебування) глави держави, дипломатичної місії тощо.